# O (apellido)
O u Oh es una romanización de una serie de apellidos de Asia Oriental.

## Corea
O es la forma coreana del apellido chino Wu.
El nombre se origina en el antiguo estado de Wu en la actual provincia de Jiangsu. Wu (吳, 오, «Oh» u «O») es el sexto nombre que aparece en el poema Cien apellidos de familia de la Dinastía Song.
En el siglo XIII a. C., el estado de Zhou (que más tarde se convertirá en la dinastía Zhou) fue gobernado por Tai Wang (Rey Tai de Zhou).  Su apellido era originalmente Ji (姬).
Tuvo tres hijos:  Taibo, Zhongyong, y Jili. El rey Tai de Zhou favoreció a su hijo menor, Jili a heredar las riendas del poder, por lo tanto Taibo y su hermano Zhongyong voluntariamente dejaron Zhou con un grupo de seguidores y se dirigieron hacia el sudeste donde establecieron el estado de Wu. Los descendientes de Taibo y Zhongyong finalmente adoptaron Wu (吳) como su apellido. El estado de Wu, que más tarde afirmó ser un reino propio, era conocido por su destreza militar como Sun Tzu, el autor del famoso libro El Arte de la Guerra, era el general del país que servía bajo el rey Helü de Wu. El rey Helu se considera uno de los cinco Hegemons de China durante el período de la primavera y del otoño.
Uno de sus descendientes llamado Wu Ch'om emigró a Corea desde China durante el reinado del rey Jijeung de Shilla (500-514 dC), y es el antepasado de los dieciséis clanes coreanos «Oh».
El hermano menor de Taibo y Zhongyong, Jili, se quedó para gobernar el estado de Zhou y fue el abuelo de Wu Wang (rey Wu de Zhou) quien comenzó la dinastía Zhou después de derrocar con éxito la dinastía Shang. Los descendientes de Wu Wang cambiaron eventual su apellido de Ji (姬) a Zhou (周) durante la dinastía Qin para conmemorar los méritos y las virtudes de sus antepasados.
Por tanto, los últimos nombres Wu (吳, 오, «Oh» en coreano), Zhou (周, «Chou»), y Ji (姬, Chi) son relacionados históricamente.

## Japón
Ō (hiragana: おう, わう) es la forma japonesa del apellido chino Wang (kanji: 王). La mayoría de los japoneses con este apellido son de etnia china.

## Distribución
Durante los censos de los Estados Unidos de 1990 y 2000, menos de cien personas en los Estados Unidos tenían el nombre O, pero Oh fue clasificado como el apellido más común en 1990 y el apellido más frecuente en 2000. El uso de un apellido de una letra puede causar varias dificultades burocráticas y sociales, ya que muchos programas informáticos no pueden ocuparse de tales nombres porque están diseñados para requerir un mínimo de dos o tres letras, mientras que las personas pueden suponer que una sola letra es sólo una abreviatura que el apellido completo; en 1991, The New York Times escribió un artículo sobre un coreano americano llamado O que terminó cambiando la ortografía de su nombre a Oh para superar estos problemas.